# Sis Dies d'Escòcia de Trial
Els Sis Dies d'Escòcia de Trial, coneguts també com als Sis Dies d'Escòcia (en anglès, Scottish Six Days Trial, abreujat SSDT, o simplement Scottish), són una competició de trial reconeguda internacionalment, probablement la més dura i carismàtica de totes. Se celebren des de 1909 (amb pauses durant les dues guerres mundials), essent la competició motociclista fora d'asfalt més antiga del món. El 1913, se celebraren a Carlisle (Anglaterra) els anomenats International Six Days Trial (ISDT), antecessors dels actuals Sis Dies Internacionals d'Enduro (ISDE). Tot i estar inspirada en la prova escocesa, amb el pas dels anys ambdues competicions anaren diferint i, mentre la primera s'especialitzava en allò que actualment es coneix com a trial, la segona anà decantant-se cap a l'actual enduro.

## Detalls

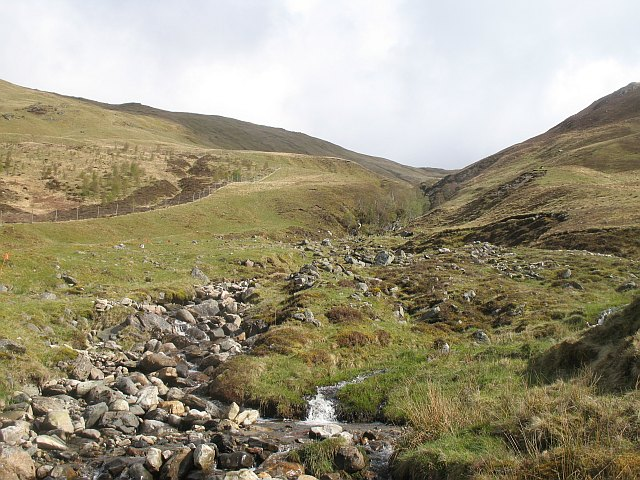
Rierol a Allt Coire nam Miseach. Al camí de l'esquerra s'hi veuen les banderetes que assenyalaven la ruta durant l'edició de 2009

La prova es disputa la primera setmana del mes de maig als Highlands escocesos, amb un fred sovint intens. Pilots de tot el món hi competeixen, recorrent fins a 160 quilòmetres diaris (100 milles) pels voltants de Lochaber en cadascun dels sis dies, sobretot fora d'asfalt per paratges solitaris. El recorregut -històricament senyalitzat amb banderetes de la marca de pneumàtics Dunlop- transcorre entre paisatges inhòspits i de gran bellesa, on hi ha repartides les zones que els participants han de superar, agrupades en seccions. Aquestes seccions han passat a la història del trial com les més belles i emocionants que un pilot pugui intentar, amb noms mítics dins aquest esport com ara les de Laggan Locks, Blackwater, Ben Nevis o la famosa Pipeline que discorre paral·lela a un oleoducte en una llarga ascensió rocosa. A banda d'aquestes, algunes altres seccions que han format part històricament dels Sis Dies d'Escòcia són aquestes, per ordre alfabètic:
| - Altnafeadh - Blackford Hill - Bradileig - Coalasnacon - Corrieyairack Pass - Devil's Staircase - Edramucky | - Glen Shirra - Grey Mare's ridge - Head of Loch Treig - Inveroran road - Kinlochleven - Loch Chiarain | - Loch Ossian - Mamores - Martuim - Spean bridge - Town Hall - Brae - Tyndrum |

La duresa del recorregut i el clima rigorós fan que aquest sigui un trial extrem i posi a prova l'habilitat i la resistència del pilot i la motocicleta. Una de les principals dificultats del recorregut són els Black Waters ("aigües negres"), una mena de fangars semblants a les sorres movedisses però amb menys profunditat i amb menys aigua; són una barreja d'herba i fang amb aigua a sota gairebé invisibles, on en cas d'enfonsar-s'hi costa molt de sortir-ne. Durant els anys 60 i 70 calia travessar-ne més de 30, amb la consegüent sobrecàrrega de cansament.
Els Sis Dies d'Escòcia tenen de fa temps la seu a Fort William (An Gearasdan en gaèlic escocès), per bé que, durant anys, la sortida i arribada es feia el primer dia des d'Edimburg (concretament, des de la plaça del mercat de bestiar, Cattle Market) i la resta de dies des de Fort William. L'entitat organitzadora n'és l'Edinburgh & District Motor Club, amb seu a Edimburg, i es va formar mitjançant la fusió de diversos clubs motociclistes el 1911. Durant la prova, els membres de l'organització s'allotjaven històricament a l'hotel Highland de Fort William, i més endavant passaren a fer-ho a l'hotel Milton de la mateixa població.
L'esdeveniment és tan popular que normalment hi ha més de 500 sol·licituds per a les 270 places disponibles. D'aquestes 270 places, 30 estan reservades per als equips de fàbrica i 50 més les assigna directament el Club. Els llocs restants s'assignen a través d'un sorteig. La prova és àmpliament seguida per l'emissora Nevis Radio, que emet per Lochaber i a Internet.

## Història

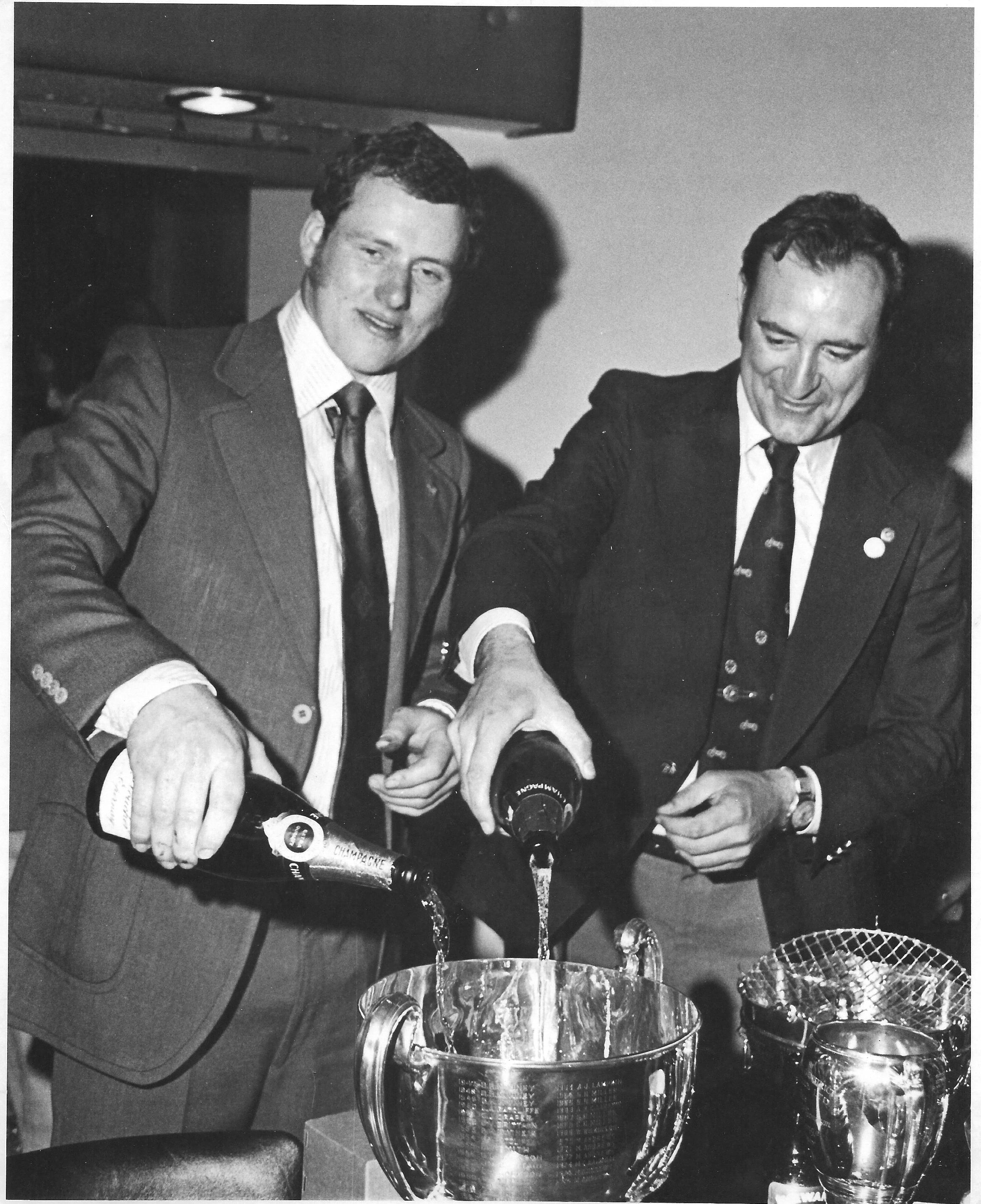
Martin Lampkin (esquerra) i Oriol Puig Bultó celebrant la victòria de l'anglès a l'edició de 1976

El primer trial escocès de llarga durada es va celebrar el juliol de 1909, al llarg de cinc dies. Sortia d'Edimburg i acabava a John O'Groats, i volia ser la prova de motocicletes més dura mai realitzada. El 1910 se'n va allargar la durada a sis dies, i el 1911 l'Edinburgh & District Motor Club va passar a ser-ne l'entitat organitzadora. El 1912, la prova va començar a ser coneguda com als "Scottish Six Days Open Reliability Trial" i el 1914 se'n van aprovar les regles, juntament amb un sistema de puntuació i temps de penalització per avaries mecàniques.
L'esclat de la Primera Guerra Mundial va interrompre la competició, però els Sis Dies van tornar el 1919. Per tal de resoldre la dificultat dels pilots per seguir la ruta sense perdre's, aquesta es va marcar de color ocre groguenc per mitjà d'un barril de pintura instal·lat en un cotxe, un sistema que romandria actiu fins a mitjan anys 70, quan es va introduir l'actual sistema de fletxes indicadores i banderes carbassa per als trams de fora de carretera. El sistema de puntuació es va actualitzar el 1926 per tal de permetre proves de frens i de comportament en pujades, però la competició era encara més que res una prova de la fiabilitat de la motocicleta. Des dels anys 30 hi varen començar a sovintejar els equips de fàbrica i el 1932 el sistema de resultats es va tornar a modificar per tal de permetre decidir-ne un guanyador. L'esclat de la Segona Guerra Mundial va tornar a aturar la competició fins a 1947, quan 108 competidors hi van prendre part i els "Scottish" es van assentar com a l'esdeveniment més important per a motocicletes de trial.

### AJS, els anys 40 i 50
Als anys 40 i 50, la resistent i fiable AJS Model 16 era ideal per als Scottish, amb modificacions com ara la millora del xassís adoptant-ne un de dúplex tubular soldat al bressol del motor per reduir-ne el pes, així com tub d'escapament i reposapeus de nou disseny, per millorar-ne l'alçada respecte a terra. El 1957 va ser redissenyada per augmentar encara més aquesta alçada, passant de 18 a 25 cm (de 7 a 10 polzades). Hugh Viney havia estat el responsable del desenvolupament de l'AJS en els anys de postguerra i va guanyar el trial de 1947 amb una AJS 16MC al seu primer intent. Va repetir l'èxit l'any següent i el 1949, aconseguint el primer triplet de la història. El 1953 aconseguí la seva quarta victòria a la prova, un rècord que va ser igualat als anys 60 per un altre pilot d'AJS, Gordon Jackson, qui, a més, obtingué una de les seves quatre victòries (1961) amb un sol punt de penalització total al final dels sis dies.

### Sammy Miller i l'Ariel GOV 132
Un nom que destaca a la història dels SSDT és el de Sammy Miller, qui des de finals dels 50 i durant una llarga dècada va regnar-hi amb autoritat, guanyant-ne cinc edicions. Va córrer primer per a Ariel, empresa a qui va ajudar a desenvolupar el model HT5 500 cc, partint d'un exemplar de sèrie i alleugerint-lo considerablement. Els seus èxits pilotant-la van fer molt famosa aquesta moto, que fou coneguda arreu per la seva matrícula britànica, GOV 132.

### Les dos temps el 1965
El 1964 Miller va començar a col·laborar amb la catalana Bultaco, esdevenint-ne el principal desenvolupador de les seves modernes motos de dos temps fins a crear la mítica Sherpa T. Sammy Miller va passar d'Ariel a Bultaco durant els SSDT de 1965. Dissabte va pilotar l'Ariel i va guanyar. L'endemà va pilotar la Bultaco i va tornar a guanyar. A partir d'aleshores ja res no tornaria a ser com abans al món del trial. Les feixugues màquines britàniques amb motor de quatre temps van ser ràpidament arraconades en favor de les noves motos catalanes (a banda de Bultaco, aviat s'hi afegirien Montesa i OSSA) equipades amb un nerviós motor de dos temps i amb una lleugeresa que les feia molt superiors. La revolució fou tan important que actualment als SSDT hi ha una prova Pre-65 reservada a motocicletes anteriors a aquell any.

### L'era Mick Andrews als 70

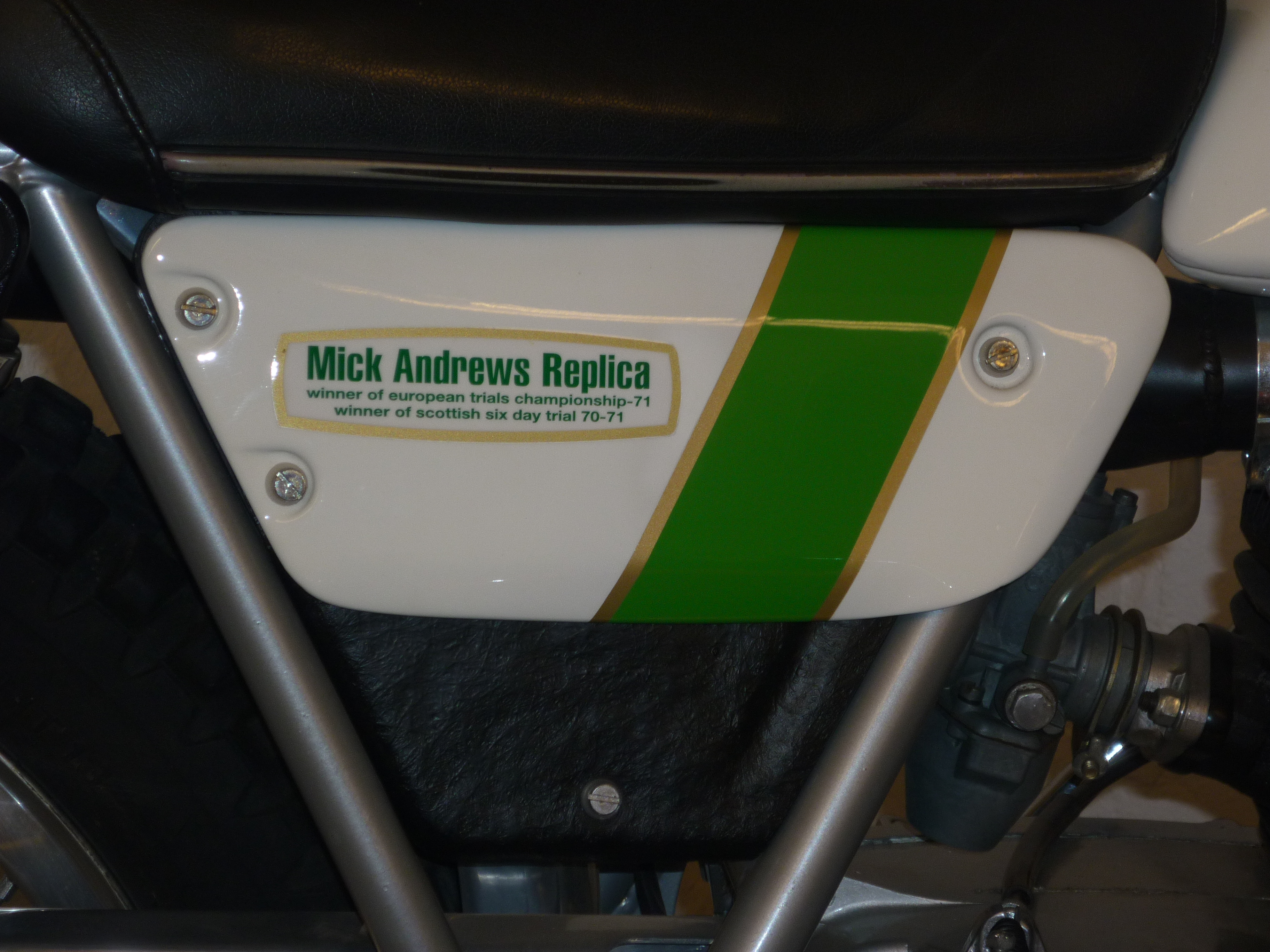
Placa d'una OSSA de 1971 commemorant les 2 primeres victòries de Mick Andrews

Un altre nom destacat en la història de la prova és el de Mick Andrews, pilot que juntament amb Sammy Miller és l'únic que l'ha guanyada cinc vegades (el seu rècord només el supera Dougie Lampkin, amb 12 victòries a data de 2018). Andrews va començar guanyant els Scottish tres vegades seguides amb la famosa OSSA MAR (Mick Andrews Rèplica) i més tard encara els va guanyar dues vegades més amb la japonesa Yamaha, convertint aquesta moto en la primera no europea que aconseguia la victòria a la prova.

### Actualitat
L'any 2008 el futur de la prova va perillar, quan l'exèrcit britànic per primer cop no va ser capaç de proporcionar el servei de proveïment de combustible com havia fet fins aleshores. Tot i així, els SSDT van poder resoldre aquest impediment i la prova es va celebrar, i si tot va bé està previst que continuïn sense faltar a la seva cita anual del mes de maig.

## Llista de guanyadors dels SSDT
Fonts:

### De 1909 a 1931
Sovint, les llistes de guanyadors dels SSDT reflecteixen només els posteriors a 1931. La raó és que, abans de 1932, la prova no premiava la millor actuació individual, ans equips o participants diversos segons un barem de puntuació molt diferent de l'actual. Atesa la dificultat del terreny per als vehicles de l'època, els primers anys els organitzadors distingien només aquells participants que acabaven els sis dies sense incórrer en penalització horària: s'establia una mitjana de velocitat mínima i, qui no hi arribava, rebia sancions; en funció de les sancions rebudes, els participants guanyaven una medalla d'or, d'argent o de bronze, semblantment a com es fa encara avui dia als Sis Dies Internacionals d'Enduro. El 1914, les normes es varen endurir i es van afegir noves sancions que podien fer perdre la medalla d'or als participants tot i acabar dins el marge establert.
El 1926 es van establir quatre noves categories de penalització: fiabilitat, pujada de turons, l'estat diari de la moto i una prova de frenada. A partir d'aleshores, les medalles d'or es lliuraven als qui no penalitzaven més de 3 punts, les d'argent als qui en penalitzaven entre 4 i 15 i les de bronze, als qui en penalitzaven fins a 150. El 1931 es van introduir grans canvis: per primer cop, la pujada de turons incloïa la penalització per recolzar el peu a terra i, a més, es lliuraven premis de forma proporcional en funció dels resultats. Tanmateix, encara no es premiava un guanyador individual (ja fos en moto o en sidecar), cosa que es va començar a fer l'any següent, 1932. La llista següent reflecteix, doncs, aquells participants o equips que obtingueren medalla d'or al final de la prova.
| Any                                                                   | Guanyadors |
| --------------------------------------------------------------------- | --- |
| 1909                                                                  | H.H. Salveson (Triumph); S.J.K. Thomson (Triumph) |
| 1910                                                                  | W.W. Douglas; G.L. Fletcher; P. Phillips (Douglas) |
|                                                                       | |
| 1911                                                                  | 15 medalles d'or |
| 1912                                                                  | Jimmy Alexander; G.E. Cuffe; B. Hill (Indian) |
| 1913                                                                  | F.C. North; L. Newey; V. Busby (Ariel) |
| 1914 - 1918: A causa de la I Guerra Mundial els SSDT no es disputaren | |
| 1919                                                                  | 11 medalles d'or |
| 1920                                                                  | 26 medalles d'or |
| 1921                                                                  | • G. Cumming; A. Brown; J.R. Fellows; George Dance (Sunbeam) • Sidecar: R. Brown |
| 1922                                                                  | • E.W. Chalcraft; Mrs. Knowles; J. Stirling; R.M. Wilson (AJS) • Sidecar: Matchless & Martins                                                                                         |
| 1923                                                                  | • Equip 350cc: B.L. Bird; J.H. Walker; H.S. Perry (BSA) • Equip Sidecar: L. Newey; A.E. Rollason; W. Woodcock (Ariel)                                                                 |
| 1924                                                                  | • Equip 350cc: B.L. Bird; H.S. Perry; K.J. Davis (BSA) • Motocicleta lliure: G.S. Arter; J. Lidstone; G. Kimberley (James) • Equip Sidecar: A.F. Downie; C. Collins; F.W. Giles (AJS) |
| 1925                                                                  | • Equip 350cc: Miss. Marjorie Cottle; Bob MacGregor; H.W. Clark (Raleigh) • Equip lliure: R.B. Clark; K.J. Davis; George McLean (BSA)                                                 |
| 1926                                                                  | • Equip 350cc: E.W. Spencer; V.C. King; C.H. King (Douglas) • Equip lliure: H. Sangster; E.H. Littledale; Peter Chamberlain (Ariel)                                                   |
| 1927                                                                  | • Equip 350cc: C.H. King; V.C. King; E.W. Spencer (Douglas) • Equip lliure: J. Lidstone; G. Kimberley; B. Kershaw (James)                                                             |
| 1928                                                                  | • Millor motocicleta: V.C. King (Douglas) • Millor sidecar: G.W. Shepherd (Scott) |
| 1929                                                                  | • 200cc: H.S. Kershaw (James) • 250cc: F.E. Thacker (Ariel) • Superior a 350cc: J.H. Amott (Rudge) • Lliure: G. Butcher (Rudge) • Sidecar: P. Cranmore (BSA)                          |
| 1930                                                                  | • 350cc: George Rowley (AJS) • Lliure: Graham Goodman (Velocette) • Sidecar: H.G. Uzzell (BSA)                                                                                        |
| 1931                                                                  | • 200cc: Len Vale-Onslow (Francis-Barnett) • 250cc: Jackie White (Ariel) • 350cc: Graham Goodman (Velocette) • Lliure: J.H. Amott (AJS) • Sidecar: H.S. Perry                         |

1. ↑  El 1911, l'Edinburgh & District Motor Club es feu càrrec de l'organització de la prova.

### De 1932 a 1939
D'ençà de 1932, els resultats canviaren i passaren a reflectir els guanyadors en categoria individual i en sidecar. De 1940 a 1946, els SSDT no es disputaren a causa de la II Guerra Mundial.
| Any  | Individual      | Individual                        | Individual | Sidecars        | Sidecars  |
| Any  | Guanyador       | Motocicleta                       | Punts      | Guanyador       | Sidecar   |
| ---- | --------------- | --------------------------------- | ---------- | --------------- | --------- |
| 1932 | Bob MacGregor   | Rudge 499 cc                      | 4          | Harold J. Flook | Norton    |
| 1933 | Len Heath       | Ariel 497 cc                      | 2          | T.A. Morris     | Baughan   |
| 1934 | Jack Williams   | Norton 348 cc                     | 2          | Harold J. Flook | BSA       |
| 1935 | Bob MacGregor   | Rudge 499 cc                      | 2          | A. Calder       | Triumph   |
| 1936 | Billy Tiffen    | Velocette 343 cc                  | 4          | Harold J. Flook | BSA       |
| 1937 | Jack Williams   | Norton 348 cc                     | 10         | Harold J. Flook | Norton    |
| 1938 | Fred Povey      | Ariel 348 cc                      | 4          | W.S. Waycott    | Velocette |
| 1939 | Allan Jefferies | Triumph 349 cc (Equip de fàbrica) | 23         | F.H. Whittle    | Panther   |

1. ↑  Primer escocès a guanyar els SSDT

### De 1947 a l'actualitat

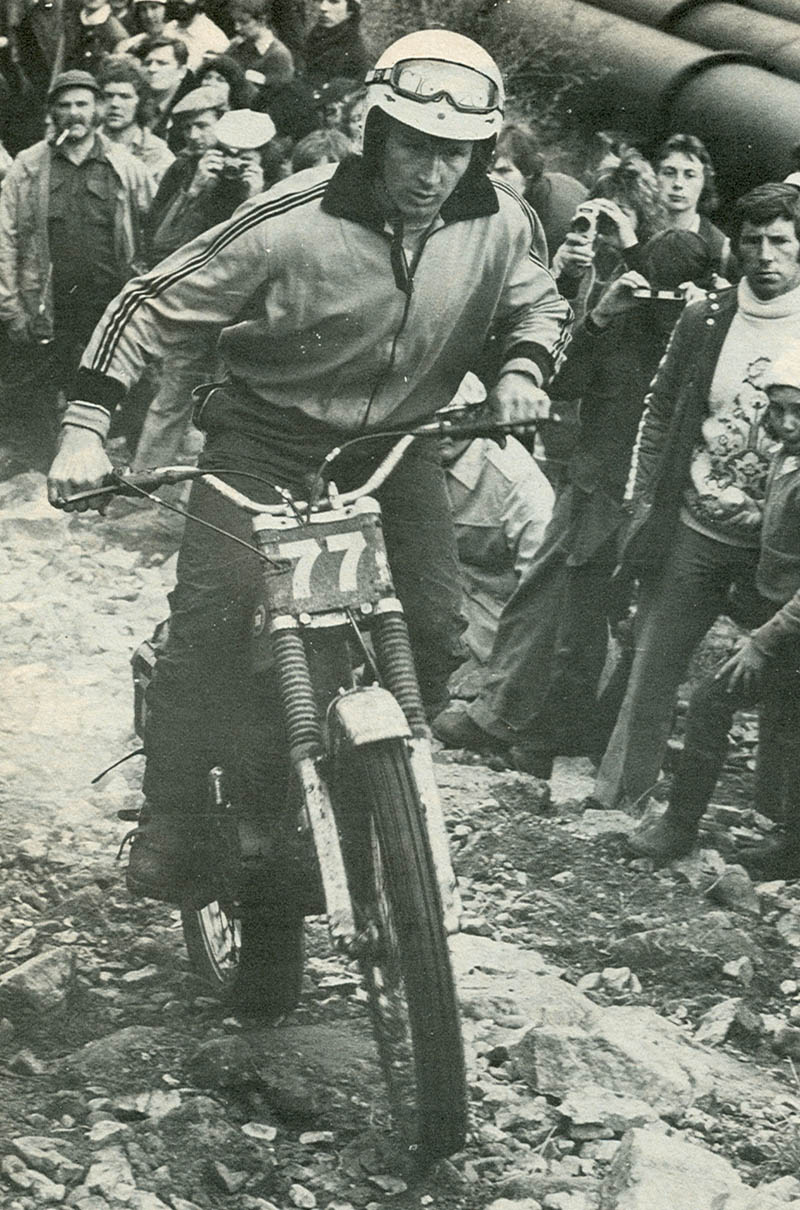
Malcolm Rathmell amb la Cota 348 a les zones del "Pipeline", durant l'edició de 1977

A 12 de maig de 2025
| Any  | Guanyador                                          | Motocicleta                                        | Punts                                              |                                                    |
| ---- | -------------------------------------------------- | -------------------------------------------------- | -------------------------------------------------- | -------------------------------------------------- |
| 1947 | Hugh Viney                                         | AJS 347 cc Model 16                                | 6                                                  |                                                    |
| 1948 | Hugh Viney                                         | AJS 347 cc (Equip de fàbrica)                      | 27                                                 |                                                    |
| 1949 | Hugh Viney                                         | AJS 347 cc (Equip de fàbrica)                      | 18                                                 |                                                    |
| 1950 | Artie Ratcliffe                                    | Matchless 347 cc                                   | 12                                                 |                                                    |
| 1951 | John Draper                                        | BSA 348 cc                                         | 22                                                 |                                                    |
| 1952 | John Brittain                                      | Royal Enfield 346 cc                               | 22                                                 |                                                    |
| 1953 | Hugh Viney                                         | AJS 347 cc                                         | 35                                                 |                                                    |
| 1954 | Artie Ratcliffe                                    | Matchless 347 cc                                   | 25                                                 |                                                    |
| 1955 | Jeff Smith                                         | BSA Gold Star 499 cc                               | 20                                                 |                                                    |
| 1956 | Gordon Jackson                                     | AJS 347 cc                                         | 16                                                 |                                                    |
| 1957 | John Brittain                                      | Royal Enfield Bullet 347 cc                        | 22                                                 |                                                    |
| 1958 | Gordon Jackson                                     | AJS 347 cc                                         | 6                                                  |                                                    |
| 1959 | Roy Peplow                                         | Triumph Tiger Cub 199 cc                           | 18                                                 |                                                    |
| 1960 | Gordon Jackson                                     | AJS 347 cc                                         | 16                                                 |                                                    |
| 1961 | Gordon Jackson                                     | AJS 347 cc                                         | 1                                                  |                                                    |
| 1962 | Sammy Miller                                       | Ariel 499 cc                                       | 8                                                  |                                                    |
| 1963 | Arthur Lampkin                                     | BSA 249 cc de fàbrica                              | 7                                                  |                                                    |
| 1964 | Sammy Miller                                       | Ariel 499 cc                                       | 30                                                 |                                                    |
| 1965 | Sammy Miller                                       | Bultaco Sherpa T 244 cc                            | 29                                                 |                                                    |
| 1966 | Alan Lampkin                                       | BSA 249 cc                                         | 23                                                 |                                                    |
| 1967 | Sammy Miller                                       | Bultaco Sherpa T 252 cc                            | 18                                                 |                                                    |
| 1968 | Sammy Miller                                       | Bultaco Sherpa T 252 cc                            | 17                                                 |                                                    |
| 1969 | Bill Wilkinson                                     | Greeves Anglian 250 cc                             | 30                                                 |                                                    |
| 1970 | Mick Andrews                                       | OSSA 250 cc                                        | 26                                                 |                                                    |
| 1971 | Mick Andrews                                       | OSSA 250 cc                                        | 38                                                 |                                                    |
| 1972 | Mick Andrews                                       | OSSA MAR 250 cc                                    | 49                                                 |                                                    |
| 1973 | Malcolm Rathmell                                   | Bultaco Sherpa T 250 cc                            | 52                                                 |                                                    |
| 1974 | Mick Andrews                                       | Yamaha TY 250 cc de fàbrica                        | 41                                                 |                                                    |
| 1975 | Mick Andrews                                       | Yamaha TY 250 cc de fàbrica                        | 38                                                 |                                                    |
| 1976 | Martin Lampkin                                     | Bultaco Sherpa T 325 cc                            | 37                                                 |                                                    |
| 1977 | Martin Lampkin                                     | Bultaco Sherpa T 325 cc                            | 27                                                 |                                                    |
| 1978 | Martin Lampkin                                     | Bultaco Sherpa T 348 cc                            | 99                                                 |                                                    |
| 1979 | Malcolm Rathmell                                   | Montesa Cota 349                                   | 69                                                 |                                                    |
| 1980 | Yrjö Vesterinen                                    | Montesa Cota 349                                   | 78                                                 |                                                    |
| 1981 | Gilles Burgat                                      | SWM 280 cc                                         | 77                                                 |                                                    |
| 1982 | Bernie Schreiber                                   | SWM 280 cc                                         | 105                                                |                                                    |
| 1983 | Toni Gorgot                                        | Montesa Cota 330 cc                                | 94                                                 |                                                    |
| 1984 | Thierry Michaud                                    | Fantic 300 (249 cc)                                | 52                                                 |                                                    |
| 1985 | Thierry Michaud                                    | Fantic 301 (249 cc)                                | 43                                                 |                                                    |
| 1986 | Thierry Michaud                                    | Fantic 301 (249 cc)                                | 51                                                 |                                                    |
| 1987 | Jordi Tarrés                                       | Beta 260 cc                                        | 58                                                 |                                                    |
| 1988 | Steve Saunders                                     | Fantic 303 (250 cc)                                | 56                                                 |                                                    |
| 1989 | Steve Saunders                                     | Fantic 305 (250 cc)                                | 70                                                 |                                                    |
| 1990 | Steve Saunders                                     | Beta 260 cc                                        | 47                                                 |                                                    |
| 1991 | Steve Saunders                                     | Beta 260 cc                                        | 35                                                 |                                                    |
| 1992 | Steve Colley                                       | Beta 260 cc                                        | 68                                                 |                                                    |
| 1993 | Steve Colley                                       | Beta 260 cc                                        | 42                                                 |                                                    |
| 1994 | Dougie Lampkin                                     | Beta 250 cc                                        | 39                                                 |                                                    |
| 1995 | Dougie Lampkin                                     | Beta 250 cc                                        | 5                                                  |                                                    |
| 1996 | Dougie Lampkin                                     | Beta 250 cc                                        | 3                                                  |                                                    |
| 1997 | Steve Colley                                       | Gas Gas 270 cc                                     | 10                                                 |                                                    |
| 1998 | Graham Jarvis                                      | Scorpa 250 cc                                      | 15                                                 |                                                    |
| 1999 | Graham Jarvis                                      | Bultaco Sherco 290 cc                              | 4                                                  |                                                    |
| 2000 | Steve Colley                                       | Gas Gas TXT 280 cc                                 | 8                                                  |                                                    |
| 2001 | A causa de la febre aftosa els SSDT foren suspesos | A causa de la febre aftosa els SSDT foren suspesos | A causa de la febre aftosa els SSDT foren suspesos | A causa de la febre aftosa els SSDT foren suspesos |
| 2002 | Amós Bilbao                                        | Montesa Cota 250 cc                                | 7                                                  |                                                    |
| 2003 | Joan Pons                                          | Sherco 290 cc                                      | 26                                                 |                                                    |
| 2004 | Graham Jarvis                                      | Sherco 290 cc                                      | 12                                                 |                                                    |
| 2005 | Sam Connor                                         | Sherco 290 cc                                      | 20                                                 |                                                    |
| 2006 | Graham Jarvis                                      | Sherco 290 cc                                      | 14                                                 |                                                    |
| 2007 | James Dabill                                       | Montesa Cota 300 cc                                | 21                                                 |                                                    |
| 2008 | Dougie Lampkin                                     | Beta Rev-3 270 cc de fàbrica                       | 5                                                  |                                                    |
| 2009 | Dougie Lampkin                                     | Beta 290 cc                                        | 17                                                 |                                                    |
| 2010 | Alexz Wigg                                         | Beta 290 cc                                        | 15                                                 |                                                    |
| 2011 | James Dabill                                       | Beta 290 cc                                        | 13                                                 |                                                    |
| 2012 | Dougie Lampkin                                     | Gas Gas 300 cc                                     | 15                                                 |                                                    |
| 2013 | Dougie Lampkin                                     | Gas Gas 300 cc                                     | 13                                                 |                                                    |
| 2014 | Dougie Lampkin                                     | DL12 Special 300 cc                                | 14                                                 |                                                    |
| 2015 | Dougie Lampkin                                     | Vertigo 300 cc                                     | 19                                                 |                                                    |
| 2016 | Dougie Lampkin                                     | Vertigo 300 cc                                     | 17                                                 |                                                    |
| 2017 | Dougie Lampkin                                     | Vertigo 300 cc                                     | 1                                                  |                                                    |
| 2018 | Dougie Lampkin                                     | Vertigo 300 cc                                     | 8                                                  |                                                    |
| 2019 | James Dabill                                       | Beta 300 cc                                        | 5                                                  |                                                    |
| 2020 | A causa de la COVID-19 els SSDT foren suspesos     | A causa de la COVID-19 els SSDT foren suspesos     | A causa de la COVID-19 els SSDT foren suspesos     | A causa de la COVID-19 els SSDT foren suspesos     |
| 2021 | A causa de la COVID-19 els SSDT foren suspesos     | A causa de la COVID-19 els SSDT foren suspesos     | A causa de la COVID-19 els SSDT foren suspesos     | A causa de la COVID-19 els SSDT foren suspesos     |
| 2022 | Dougie Lampkin                                     | Vertigo 300 cc                                     | 8                                                  |                                                    |
| 2023 | Dougie Lampkin                                     | Vertigo 300 cc                                     | 6                                                  |                                                    |
| 2024 | Jack Price                                         | Sherco                                             | 18                                                 |                                                    |
| 2025 | Jack Peace                                         | Sherco                                             | 4                                                  |                                                    |

Notes
1. ↑  Primer "Hat trick" (triplet) als SSDT
2. ↑  D'ençà de 1947, un cop represa la prova després de la II Guerra Mundial, els resultats reflecteixen només el guanyador en categoria individual. Tot i així, el 1950 encara hi ha constància de la victòria de Harold Tozer (BSA 499 cc) en la categoria de sidecars, amb 36 punts de penalització.[15]
3. ↑  El millor participant en sidecars el 1958 fou J.S. Oliver (BSA 499 cc), amb 140 punts.
4. ↑  El millor participant en sidecars el 1959 fou P. W. Roydhouse (Norton 500 cc), amb 109 punts.
5. ↑  Primera victòria d'una moto de petita cilindrada
6. ↑  Primera victòria d'una moto amb motor de dos temps. Primera victòria d'una moto no britànica
7. ↑  Darrera victòria d'una moto amb motor de quatre temps britànica
8. ↑  Primer pilot amb 5 victòries
9. ↑  Darrera victòria d'una moto britànica
10. ↑  Primera victòria d'una moto no europea
11. ↑  Primera victòria d'un pilot no britànic
12. ↑  Primera victòria d'un pilot no europeu
13. ↑  Primera victòria d'una moto amb motor de quatre temps des de 1966
14. ↑  La DL12, de Dougie Lampkin 12 (mundials guanyats), era el primer prototip de la futura Vertigo Combat